# سكوت جريشن
سكوت جريشن (بالإنجليزية: Scott Gration)‏ (و. – م) هو ضابط من الولايات المتحدة الأمريكية . ولد في سانت تشارلز .

## التعليم
تعلم في جامعة جورجتاون، وجامعة روتجرز.

## الخدمة العسكرية
خدم في القوات الجوية الأمريكية.

## جوائز وترشيحات
حصل على جوائز منها:
- ميدالية النجمة البرونزية
- Purple Heart
- وسام "العمل الشجاع في الحرب الوطنية العظمى 1941-1945
- وسام الاستحقاق.